# Antoinette (manzana)
Antoinette es el nombre de la variedad cultivar de manzano (Malus domestica). 
Una variedad de manzana que se cree se originó en los huertos alrededor de Rouen (Francia), Cultivado en las regiones de Normandía y Bretaña del norte de Francia, especialmente en el Pays de Caux y Rouen. Esta manzana de sidra tiene una pulpa blanca bastante jugosa con un sabor encuadrado en el grupo "Agridulce".

## Sinónimos
- "Muscadet de la Seine-Maritime",
- "Muscadet de la Seine-inférieure",
- "Petit Muscadet".

## Historia
'Antoinette' es una variedad de manzana, de sidra tiene una pulpa blanca bastante jugosa con un sabor encuadrado en el grupo "Agridulce". Esta variedad de manzana se cree se originó en los huertos alrededor de Rouen (Francia), Cultivado en las regiones de Normandía y Bretaña del norte de Francia, especialmente en el Pays de Caux y Rouen.

## Características
'Antoinette' árbol de extensión erguida, de vigor moderadamente vigoroso, portador de espuela. Tiene un tiempo de floración que comienza a partir del 28 de abril con el 10% de floración, para el 3 de mayo tiene una floración completa (80%), y para el 9 de mayo tiene un 90% caída de pétalos.
'Antoinette' tiene una talla de fruto de mediano a grande; forma redondo aplanada; con nervaduras débiles; epidermis con color de fondo verdoso, con un sobre color rojo anaranjado, importancia del sobre color medio, y patrón del sobre color rayas / moteado presentando la piel rayas rojas largas y delgadas, algunos moteados de "russeting" formando manchas pequeñas, y marcado con grandes lenticelas de color claro, "russeting" (pardeamiento áspero superficial que presentan algunas variedades) de bajo a medio; cáliz grande y cerrado, a veces parcialmente abierto y colocado en una cuenca ancha y poco profunda; pedúnculo largo y delgado, colocado en una cavidad estrecha y algo profunda que está cubierta de "russeting" pardo-rojizo que se extiende frecuentemente sobre el hombro de la cavidad; carne es de color blanca, firme y jugosa. Sabor dulce con retrogusto algo amargo y aromático.
Listo para cosechar a finales de octubre y principios de noviembre.

## Usos
Ampliamente utilizado para el componente agridulce de la sidra de manzana de Bretaña. También se ubica como una de las 30 variedades de manzanas para sidra que se pueden usar en la elaboración de Calvados.

## Jugo
Jugo dorado pálido. Produce una sidra seca y ligeramente amarga por sí sola, pero generalmente se usa para mezclar. Encuadrado en el grupo "Agridulce", ºBrix: 12. Densidad : 1050 kg/m3 (a 20 °C)
- Principios útiles contenidos en un kg de jugo :
- Azúcar alcohólica por kg :
- Rendimiento alcohólico :
- Taninos : 2,70 g
- Acidez evaluada : 1,89 g[4][7]

## Ploidismo
Diploide, aunque es auto estéril, polinizar con el polen del Grupo de polinización: A, Día 3.